# الحداء (المقاطرة)

تعديل مصدري - تعديل

الحداء هي إحدى قرى عزلة الهويشة بمديرية المقاطرة التابعة لمحافظة لحج، بلغ تعداد سكانها 181 نسمة حسب تعداد اليمن لعام 2004.